# The Picnic
The Picnic (nom sencer The Two Ronnies Present - The Picnic), és un telefilm de la BBC del 1976 protagonitzat per The Two Ronnies, i escrit per Ronnie Barker sota els pseudònims de "Dave Huggett i Larry Keith".

## Introducció
La pel·lícula seguia la família extensa de "The General", interpretada per Barker, quan van anar a fer un pícnic a la ciutat de Devon. La pel·lícula destaca per ser totalment sense paraules, substituïdes per la partitura de Ronnie Hazlehurst i diversos efectes sonors. En canvi, l'humor és totalment visual i es basa en estereotips còmics (el general "vell verd", la noia de pits grossos ...). Va tenir una seqüela, By the Sea, amb alguns dels mateixos personatges realitzats el 1982.
La pel·lícula de 28 minuts va ser presentada a la BBC 2 l'1 de gener de 1976, però rares vegades s'ha repetit tot i que en els darrers temps ha estat mostrat en diverses ocasions per ITV3, que actualment ostenta els drets sobre la biblioteca Two Ronnies. En 1990 va estar disponible una edició limitada en VHS de By The Sea i The Picnic i fou suprimida en 1994. The Picnic i By The Sea foren comercialitzades en DVD el 24 de setembre de 2012 com a part de The Two Ronnies: Complete Collection.
. Una publicació individual australiana de tots dos curtmetratges muts es va publicar al DVD de Regió 4 el 10 de juny de 2015, titulat: The Two Ronnies: The Picnic and By the Sea.